# Cococciola
Cococciola ist eine Weißweinsorte, die vor allem in den italienischen Regionen Abruzzen und Apulien angebaut wird. Empfohlen ist ihr Anbau in den Provinzen L’Aquila, Chieti und Pescara (alle in der Region Abruzzen). Zugelassen ist sie ferner in den Provinzen Teramo und Foggia. Des Weiteren sind auch kleinere Rebflächen in Argentinien, Brasilien, Frankreich und Spanien bekannt. In Italien wurden im Jahr 1982 1.428 Hektar bestockter Rebfläche erhoben.
Die Weine der spätreifenden Sorte werden fast ausschließlich im Verschnitt mit anderen Sorten verwendet. Die Weißweine finden Eingang in den DOC-Wein Trebbiano d’Abruzzo. 
Siehe auch den Artikel Weinbau in Italien, Weinbau in Argentinien, Weinbau in Brasilien, Weinbau in Frankreich und Weinbau in Spanien sowie die Liste von Rebsorten.

## Synonyme
Sechs weitere Namen sind bekannt: Cacciola, Caccionella, Cacciuola, Cacciuolo, Cocacciara, Cocciumella.